# Plouégat-Guérand
Plouégat-Guérand (bret. Plegad-Gwerann) – miejscowość i gmina we Francji, w regionie Bretania, w departamencie Finistère.
Według danych na rok 1990 gminę zamieszkiwało 925 osób, a gęstość zaludnienia wynosiła 53 osoby/km² (wśród 1269 gmin Bretanii Plouégat-Guérand plasuje się na 605. miejscu pod względem liczby ludności, natomiast pod względem powierzchni na miejscu 580.).